# Cymonomidae
Die Cymonomidae sind eine Familie ursprünglicher Krabben (Brachyura) innerhalb der Überfamilie Cyclodorippoidea. Sie werden oft den sogenannten „primitiven Krabben“ (Podotremata) zugeordnet, was auf einige ursprüngliche Merkmale in ihrer Anatomie und Fortpflanzung hinweist. Sie haben eine oft zierliche und im Vergleich zu bekannten Krabbentypen weniger kompakte Gestalt. Ihr fast quadratischer bis rechteckiger Rückenschild (Carapax) ist nur leicht abgeflacht, schmal und länglich.

## Merkmale

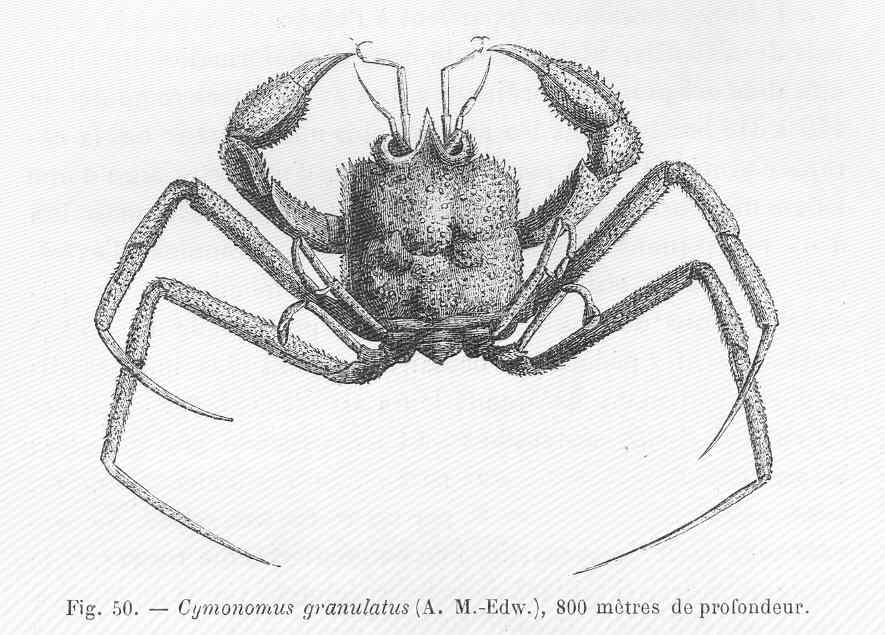
Cymonomus granulatus, Darstellung aus dem Jahr 1885

Die Vertreter der Cymonomidae haben einen fast quadratischen bis rechteckigen Rückenschild, in manchen Fällen ist er länger als breit. Die Seitenränder vorne und hinten sind nur schwach oder gar nicht voneinander abgegrenzt, wodurch die Seiten ziemlich gerade oder leicht auseinanderlaufend wirken. Eine Linea brachyura ist vorhanden, sie ist typisch für echte Krabben. Die Krabben haben keine Augenhöhlen und die Augenstiele stehen rechtwinklig zur Hauptachse des Körpers.
Die dritte Maxilliped (Mxp3) ist lang und bedeckt die Mundöffnung vollständig. Der daran befindliche seitliche Exopodit, ist ebenfalls lang und schlank. Er reicht fast bis zum Ende des Merus des Endopoditen und besitzt eine gut entwickelte Geißel (Flagellum). Bei den Scherenbeinen und den Laufbeinen (Chelipeden und Pereiopoden) sind die Basis- und Ischium-Glieder miteinander verwachsen und unbeweglich. Die beiden vorderen Laufbeine (P2 und P3) sind lang, dünn und gleichartig gebaut, die hinteren (P4 und P5) sind hingegen verkleinert und sitzen subdorsal am Körper. Die siebten und achten Brustsegmente (S7, S8) sind deutlich nach oben gebogen, was mit der ungewöhnlichen Position der hinteren Beinpaare zusammenhängt. Die Sternalnähte 4/5 und 5/6 am Brustschild (Sternum) sind in der Mitte unterbrochen.
Die weiblichen Tiere besitzen paarige, schlitzförmige Öffnungen für die Spermienaufnahme (Spermatheken). Die Sterno-pleonale Höhle am Bauch, in der das Hinterteil (Pleon) anliegt, ist weit hinten am Körper gelegen. Sie ist recht lang und flach und reicht über die Segmente S4 bis S8. Es gibt keine spezielle Struktur, die das Hinterteil fixiert, und auch keine Vertiefungen für die Verbindung zwischen Brustbein und Beinen (sternocoxale Vertiefungen). Die ersten beiden Segmente des Hinterteils (Pleon) sowie ein Teil des dritten sind von oben sichtbar. Die Tiere besitzen keine Uropoden.

## Lebensweise
Die Arten der Cymonomidae sind freilebend und kommen vor allem in tieferen Meeresregionen vor, in Küsten- oder Gezeitenbereichen sind sie dagegen nicht zu finden.

## Systematik
Die Cymonomidae wurden von 1898 von Eugène Louis Bouvier im Rahmen einer Charakterisierung der Dorippidae erstmalig wissenschaftlich beschrieben, allerdings ohne konkrete Benennung des Taxons.
In der Familie werden 52 rezente und zwei fossile Arten in 6 Gattungen registriert:
- Curupironomus Tavares, 1993, 1 Art
- Cymonomoides Tavares, 1993, 3 Arten
- Cymonomus A. Milne-Edwards, 1880, 46 rezente Arten und eine fossile Art
- Cymopolus A. Milne-Edwards, 1880, 1 Art
- Elassopodus Tavares, 1993, 1 Art

Nur aus dem Fossilbericht bekannt ist die Gattung 
- Eonomus Nyborg, Garassino & Slak, 2017, 1 Art

## Belege
1. 1 2 3 4  Peter J. F. Davie, Danièle Guinot, Peter K. L. Ng: Systematics and Classification of the Brachyura. In: P. Castro, P. J. F. Guinot Davie, F. R. Schram, J. C. von Vaupel Klein (Hrsg.): The Crustacea. Band 2. Koninklijke Brill NV, Leiden 2015, S. 1057–1058.
2. ↑  Eugène Louis Bouvier: Observations on the crabs of the family Dorippidae. The Annals and magazine of natural history; zoology, botany, and geology 1, series 7, S. 103–105. (Digitalisat).
3. ↑  DecaNet (Hrsg.): Cymonomidae Bouvier, 1898. World Register of Marine Species, abgerufen am 1. Juni 2025.
4. ↑  Peter K. L. Ng, Danièle Guinot, Peter J.F. Davie: Systema Brachyurorum: Part I. An annotated checklist of extant brachyuran crabs of the world. Raffles Bulletin of Zoology, Supplement No. 17, 2008: 1–286; hier S. 32. (Volltext)
5. ↑  Sammy De Grave, N. Dean Pentcheff, Shane T. Ahyong, Tin-Yam Chan, Keith A. Crandall, Peter C. Dworschak, Darryl L. Felder, Rodney M. Feldmann, Charles H. J. M. Fransen, Laura Y. D. Goulding, Rafael Lemaitre, Martyn E. Y. Low, Joel W. Martin, Peter K. L. Ng, Carrie E. Schweitzer, S. H. Tan, Dale Tshudy, Regina Wetzer: A classification of living and fossil genera of decapod crustaceans. Raffles Bulletin of Zoology, Supplement No. 21, 2009: 1–286; hier S. 29. (Volltext)